# Svjatoslav III. Igorjevič
Svjatoslav Igorjevič (rusko in ukrajinsko Святослав Игоревич, Svjatoslav Igorevič), krščen kot Adrijan, je bil knez Volinske kneževine  (1206-1208) in  Przemysla (1210-1211), * 1177, † 1211.
Bil je tretji sin kneza Igorja Svjatoslaviča Novgorod-Severskega,  junaka Pesmi o Igorjevem pohodu, in galicijske princese Eufrozinije Jaroslavne.

## Življenje
Leta 1185 je Svjatoslav skupaj s svojimi starejšimi brati, očetom in drugimi severskimi knezi morda sodeloval v pohodu proti Polovcem  (v  Pesmi o Igorjevem pohodu sta omenjena mlada Oleg in Svjatoslav).
Po smrti galicijskega kneza Romana Mstislaviča leta 1205 v bitki pri Zavihostu se je njegovemu mlademu sinu in dediču Danijelu ob podpori ogrskega kralja Andreja II. Arpada nekaj časa uspelo obdržati na oblasti v Galiciji. Toda že leta 1206 je Igorjevičem s pomočjo dela galicijskega plemstva, ki so ga vodili Kormiliči, ki so se vrnili iz izgnanstva, uspelo prevzeti vodilni položaj v Galicijsko-Volinski kneževini. Vladimir je vladal v Galiciji, Svjatoslav v Vladimir-Volinskem in Roman v Zvenigorodu.
Knez volinskega mesta Belza Aleksander Vsevolodič je zkoristil nesoglasje v taboru Igorjevičev in se odločil prevzeti oblast v Voliniji. S pomočjo svojega sorodnika, poljskega vojvode Lešeka I. Belega,  je leta 1208 prišel v Vladimir Volinski in ga brez boja zasedel. Poljski vojaki so nato strašno plenili po mestu. Svjatoslav Igorjevič je bil ujet in odpeljan na Poljsko. Aleksandra Vsevolodiča je za nekaj časa iz Vladimirja izgnal Ingvar Jaroslavič, čigar hčerka je bila poročena s poljskim vojvodom Lešekom I. Belim.  Do začetka leta 1210 se je Aleksander ponovno uveljavil na vladimirskem prestolu.
V Haliču so bojarji zamenjavali enega Igorjeviča z drugim. Roman Igorjevič je zasedel galicijski prestol s podporo Ogrske. Leta 1210 je ogrski kralj Andrej II. izkoristil nemire v Galiciji in tja poslal svojo vojsko, ki je s pomočjo proogrske bojarske stranke zavzela Halič, ujela Romana Igorjeviča in ga odpeljala v pripor na Ogrsko. Bojarji so bili kmalu prisiljeni poklicati na prestol Romanovega starejšega brata Vladimirja. Igorjeviči so po združitvi zbrali močno vojsko in izgnali ogrsko garnizijo iz Haliča. Knežji prestol je zasedel Vladimir. Roman, ki je do takrat že pobegnil iz ogrslega zapora, se je naselil v Zvenigorodu, Svjatoslav Igorjevič pa v Przemyslu, drugem najpomembnejšem mestu v  Galicijski kneževini.
Da bi uveljavili svojo oblast, so se Igorjeviči spopadli z delom galicijskih bojarjev, s katerimi niso bili zadovoljni, nakar so dokončno izgubili podporo v kneževini. Leta 1211 so poljsko-ogrske čete zajele Svjatoslava v Przemyslu in Romana v Zvenigorodu. Vladimir je bil izgnan iz kneževine kljub pomoči, ki jo je prispeval njegov sin Izjaslav iz Novgorod-Severske kneževine, in Polovcev. Na galicijski prestol je bil postavljen Danil Romanovič. Galicijski bojarji so Igorjeviče rešili iz ogrskega ujetništva in Romana, Svjatoslava in domnevno Rostislava Igorjeviča septembra 1211 obesili.

## Družina
Svjatoslav III. Igorjevič se je oktobra 1188 poročil z Jaroslavo Rurikovno, hčerko kneza Rurika Rostislaviča Belgorodskega in njegove žene Ane Jurijevne Turovske, s katero je imel hčerko 
- Agafijo Svjatoslavovno (r. po 1188 – po 31. avgustu 1247), ženo vojvode Konrada I. Mazovskega.[3][4]

Charles Cawley trdi, da je bil Svjatoslavov sin tudi knez Oleg Svjatoslavič Novgorodo-Severski. Ker je  Oleg Svjatoslavič ušel iz kajalskega pokola leta 1184, je bil verjetno sin kneza Svjatoslava Olegoviča Rilskega.

## Opomba
1. ↑  Leta 1214 je Vsevolod Svjatoslavič Černigovski smolenskim Rostislavičem preprečil delovanje v Ruski deželi in jih obtožil, da so obesili njegova brata kot roparja v Haliču.

## Vira
- Benda, Kálmán (glavni urednik). Magyarország történeti kronológiája - I. kötet: A kezdetektől 1526-ig /A Historical Chronology of Hungary - Volume I: From the Beginnings to 1526/; Akadémiai Kiadó, 1981, Budapest; ISBN 963-05-2661-1
- Dimnik, Martin. The Dynasty of Chernigov - 1146-1246. Cambridge University Press, 2003, Cambridge; ISBN 978-0-521-03981-9.

| Svjatoslav III. Igorjevič RurikidiRojen: 1176 Umrl: september 1211 |                                 |                                  |
| Predhodnik: (del Kneževine Halič)                                  | Knez Peremysla 1206             | Naslednik: (del Kneževine Halič) |
| Predhodnik: Danil Romanovič                                        | Knez Volodimiro-Volinskega 1206 | Naslednik: Aleksander Vsevolodič |
| Predhodnik: (del Kneževine Halič)                                  | Knez Peremysla 1208–1209        | Naslednik: (del Kneževine Halič) |
| Predhodnik: (del Kneževine Halič)                                  | Knez Peremysla 1210–1211        | Naslednik: (del Kneževine Halič) |